# Prym (Familie)

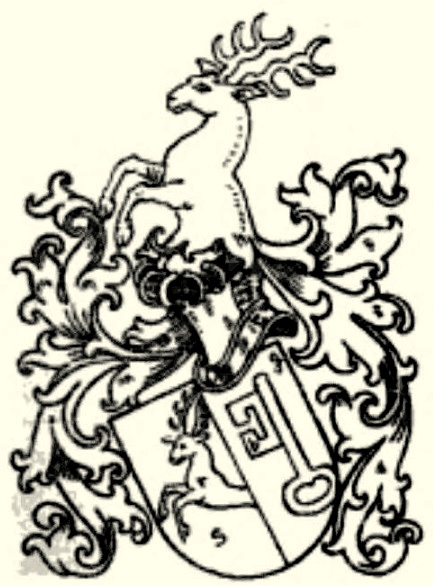
Wappen Christian Prym von 1659 aus der Stolberger Linie, das in der Familie und im Unternehmen weiterhin gebräuchlich ist

Prym (Variationen: Pryme, Priem, Preim) ist der Name eines alten und bis ins 14. Jahrhundert nachweisbaren Aachener Patriziergeschlechts. Angehörige eines bedeutenden Zweiges der Familie ließen sich ab 1642 in Stolberg als Kupfermeister nieder. Aus diesem Familienzweig entwickelte sich im weiteren Verlauf das international tätige Unternehmen für die Produktion von Kurzwaren, die William Prym Holding GmbH, deren Gründung auf das Jahr 1530 zurückgeht. Die Familie gilt damit als die älteste Unternehmerdynastie in Deutschland und eine der ältesten der Welt.

## Ursprünge
Der älteste urkundlich nachgewiesene Urahn ist ein gewisser Leonhard Prym (um 1340–1420), verheiratet mit Agnes Dollart, deren Sohn William (um 1380–1447) in Aachen als Ratsherr und Wohltäter während einer grassierenden Hungersnot bekannt wurde. Schon bald traten dessen Nachkommen bereits als Messer- und Goldschmiede in Erscheinung und Ende des 16. Jahrhunderts spaltete sich die Familie Prym in mehrere katholische und evangelische Linien auf.
Der katholisch verbliebene Teil der Familie war weiterhin schwerpunktmäßig in Aachen tätig und behielt die gegen Ende des 16. Jahrhunderts auftretende neue Schreibweise des Namens Priem bei, die sich später in einzelnen Zweigen noch in Preim veränderte. Jean Preim, 1882 Gründer eines der ersten Fotofachgeschäfte Deutschlands in Aachen, zählt aller Wahrscheinlichkeit nach zu den Nachkommen dieser Linie.

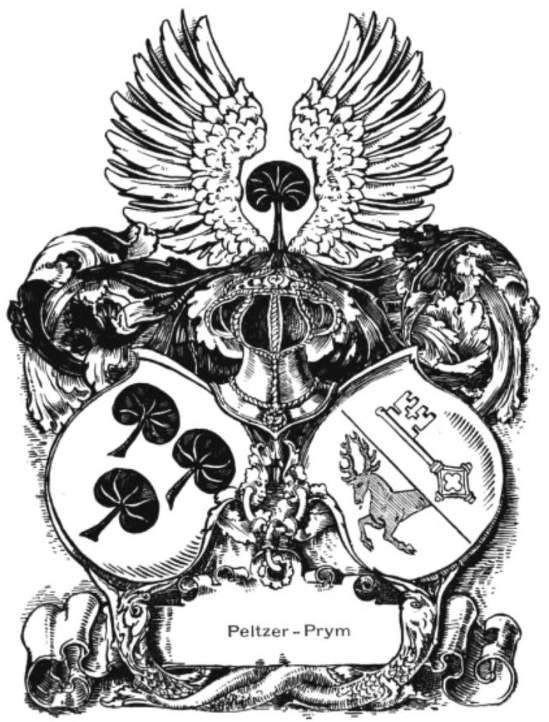
Allianzwappen Diederich Peltzer und Margarethe Prym, 1707

Der erste zur evangelischen Konfession konvertierte Zweig begann mit dem Schuhmacher und Handelsmann Matthias Preim (1582–1642), der allerdings auf Grund seines Glaubens mit der Reichsacht belegt und 1604 aus Aachen vertrieben wurde, woraufhin er mit seiner Familie nach Frankfurt am Main flüchtete. Sein ebenfalls konvertierter Vetter, der Kürassierhauptmann in kaiserlichen Diensten William Prym († 1645), Enkel des gleichnamigen Goldschmieds William Prym (1490–1561), sah sich dagegen gezwungen, wie bereits zuvor die Aachener Kupfermeister-Familien Amya, Hoesch, Peltzer, Schleicher und andere, auf Grund der Benachteiligungen und Nachstellungen im Rahmen der Aachener Religionsunruhen mit seiner Familie auf Dauer ins benachbarte Stolberg auszuwandern, wo er zum Stammvater eines bis in die heutige Zeit erfolgreichen und bekannten Familienzweiges wurde.
Die Laufenburg bei Langerwehe befindet sich noch heute im Besitz der Familie Prym.

## Stolberger Linie

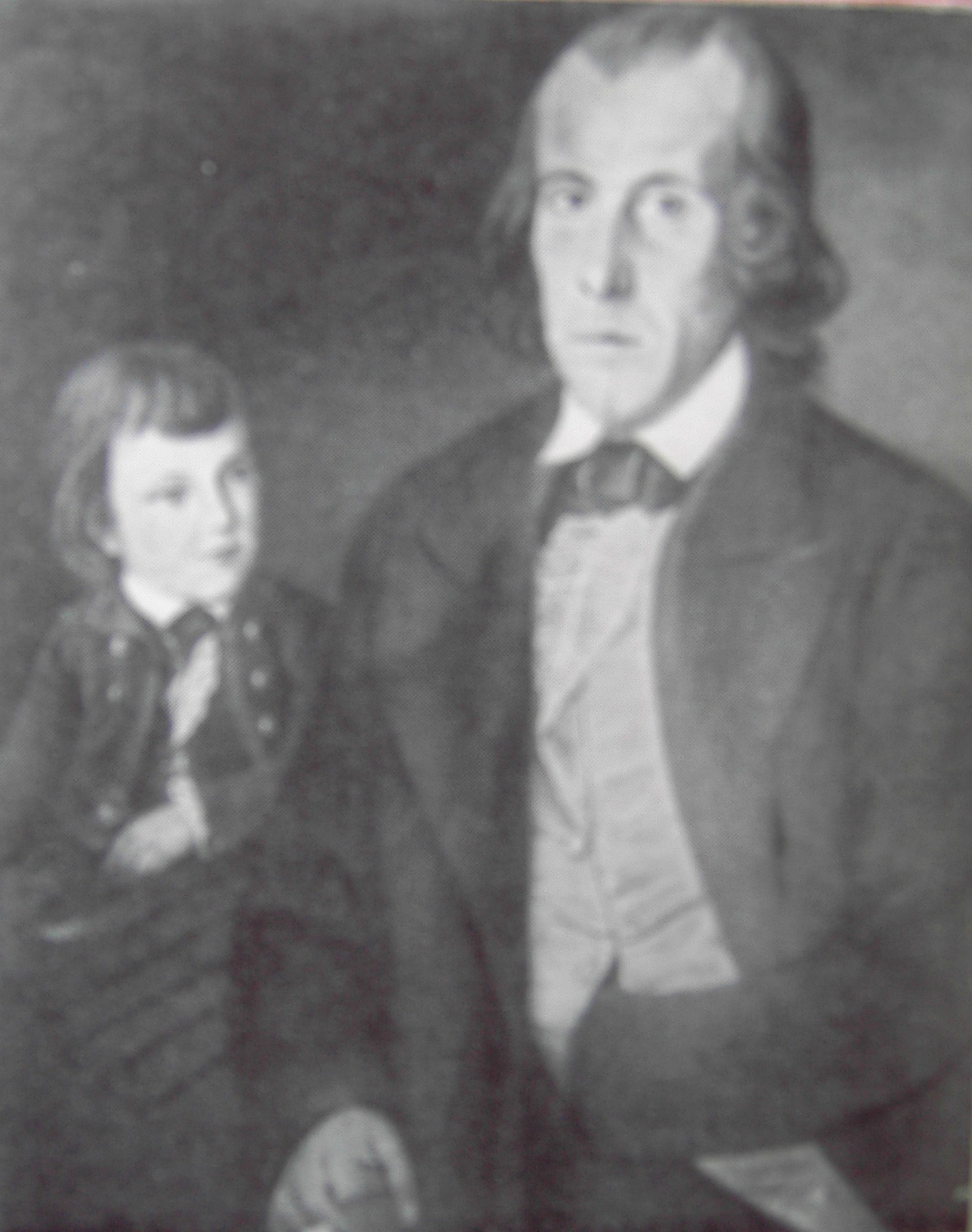
Isaac Prym mit Sohn um 1800

Der erfolgreiche Aufstieg zu einer Unternehmerfamilie begann mit dem Einstieg von Williams Sohn Christian Prym (1614–1683) in den Kupferhof Roderburgmühle seines Schwagers Heinrich Peltzer, in dem auch noch sein Sohn Heinrich Prym (1652–1717) tätig war. Heinrichs Sohn Christian (1676–1747) erwarb zwischen 1708 und 1714 den Dollartshammer, das wahrscheinlich älteste und erste urkundlich erwähnte Reitwerk im Vichtbachtal, welches zum Ursprung der späteren Prym-Werke werden sollte. Sein Enkel Isaac (1758–1806) erweiterte das Unternehmen mit der Übernahme des Werkes „Salzrumpf“ als Teilanlage zum Dollartshammer. Schließlich erwarb Isaacs Enkel William Prym (1811–1883) noch das Hammerwerk Derichsberger Mühlen, richtete dort ein modernes Messingwalzwerk ein und stattete dieses 1860 mit einer Dampfmaschine aus. Dies war die eigentliche Geburtsstunde der William Prym GmbH & Co KG, deren Produktion schon bald auf den Dollartshammer konzentriert wurde, welcher bis heute noch Standort des Unternehmens ist.

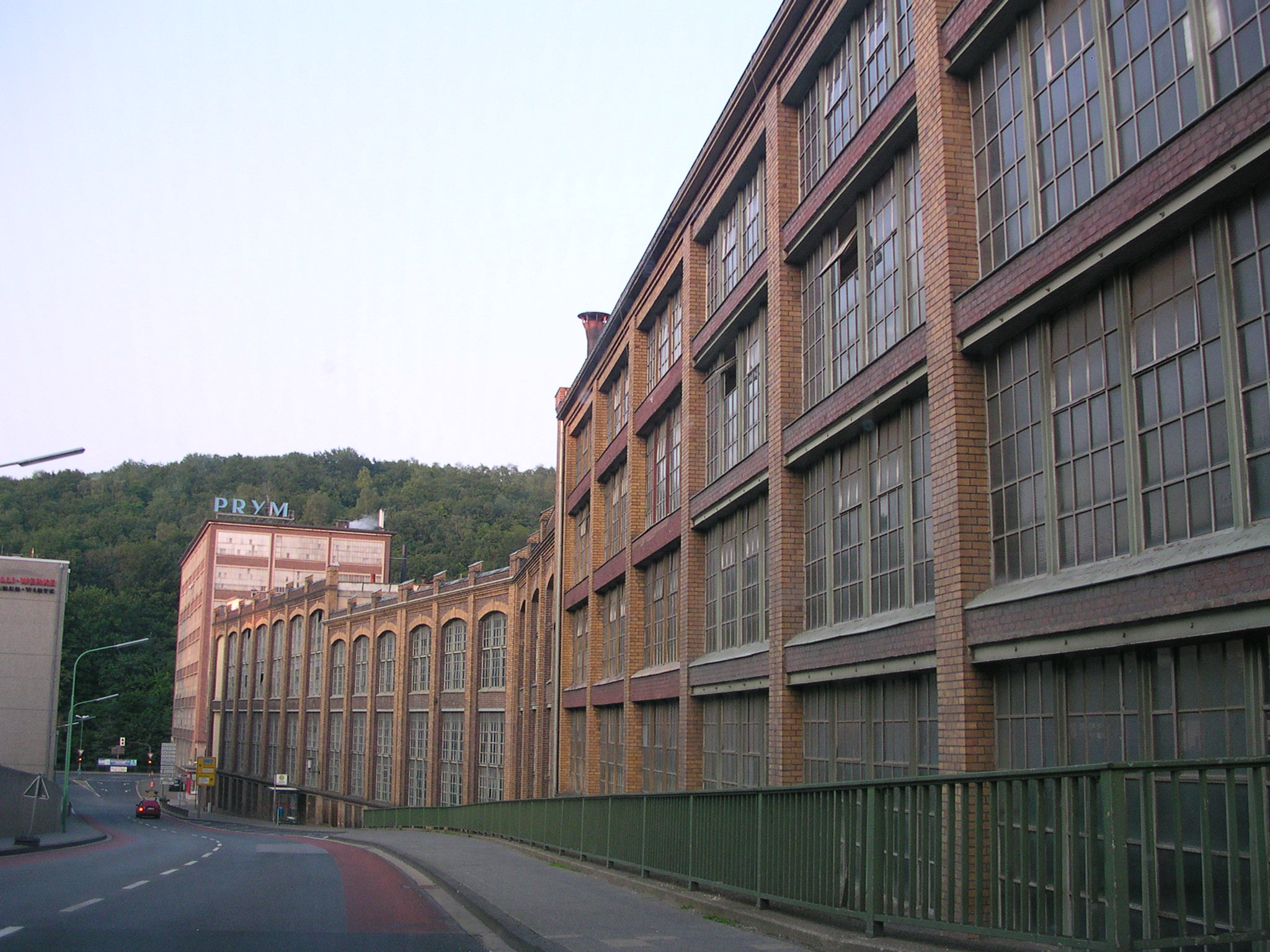
Werk William Prym, ehemaliges Gelände Dollartshammer

Die Nachkommen des letztgenannten William führten das Werk nunmehr als industriell strukturiertes Unternehmen fort, expandierten bereits noch vor 1890 nach Österreich, wo sie unter anderem in Wien und in Weissenbach an der Triesting Filialwerke errichteten. In Weissenbach wurde seitens der Firma eine Arbeitersiedlung erbaut, die noch heute besteht und den Namen Prymhäuser trägt.
Der eigentliche Durchbruch gelang aber durch die noch von William veranlasste Spezialisierung auf Kurzwaren sowie später im Jahr 1903 durch die Patentierung eines durch eine eingelegte Feder verbesserten und von Heribert Bauer erfundenen Druckknopfes durch Williams Enkel Hans Friedrich Prym (1875–1965). Für ihre Verdienste wurden deshalb sowohl Hans als auch sein Vater Heinrich August Prym (1843–1927) zu Ehrenbürgern der Stadt Stolberg ernannt. Heute ist die William Prym GmbH & Co KG eine weltweit operierende Holding mit drei unabhängigen Tochterunternehmen und Standorten in Europa, Amerika, Asien und Afrika.
Auf das finanzielle Engagement dieser Linie der Unternehmerfamilie Prym geht die Gründung der Stadtbücherei und des Schwimmbads in Stolberg zurück sowie Sozialwohnungen und eine der ersten deutschen, heute in der Actimonda BKK aufgegangenen, Betriebskrankenkassen.
Während somit William Prym und seine Nachkommen mit dem Dollartshammer abgefunden wurden, unterzog sich sein Bruder Richard (1814–1894) einer Ausbildung zum Tuchfabrikanten und gründete zusammen mit seinem Schwiegervater Carl Friedrich Schoeller (1784–1860), Bruder des Leopold Schoeller, die Friedrich Schoeller & Prym Tuchfabrik Düren. Die beiden ältesten Söhne Richards entschieden sich allerdings für andere berufliche Wege und so wurde Friedrich Prym (1841–1915) ein bekannter Mathematiker und sein Bruder Eugen Prym (1843–1913) Professor für arabische und aramäische Sprachen und der Ururgroßvater des Historikers Jacob Soll.